# Aturus deceptor
Aturus deceptor är en kvalsterart som beskrevs av Herbert Habeeb 1953. Aturus deceptor ingår i släktet Aturus och familjen Aturidae. Inga underarter finns listade.